# Slon Island
Slon Island (englisch; russisch Остров Слон Ostrow Slon, deutsch ‚Elefant-Insel‘) ist eine unregelmäßig geformte Insel vor der Ingrid-Christensen-Küste des ostantarktischen Prinzessin-Elisabeth-Lands. Sie gehört zur Gruppe der Rauer-Inseln und liegt 100 m nördlich von Filla Island.
Wissenschaftler einer sowjetischen Antarktisexpedition kartierten und benannten sie 1956. Das Antarctic Names Committee of Australia übertrug diese Benennung 1991 ins Englische.